# Cmentarz przy ul. Daszewickiej w Poznaniu
Cmentarz przy ul. Daszewickiej – cmentarz w Poznaniu, znajdujący się na Głuszynie, przy ul. Daszewickiej.

## Historia
Cmentarz powstał w 1925 w wyniku starań parafii głuszyńskiej, dla której za małe były dwie istniejące nekropolie: przykościelna i przy ul. Głuszyna. Konsekracja cmentarza położonego na południowym stoku doliny Kopla, na niewielkim wzniesieniu, odbyła się 5 lipca 1925. Cmentarz miał rzut geometryczny, prostokątny, z centralną aleją i prostopadłą do niej aleją poprzeczną, z drewnianym krzyżem na ich przecięciu. Zastosowano zieleń o silnych kontrastach barwnych, m.in. brzozę brodawkowatą, świerki, ligustr lśniący, klon srebrzysty, żywotniki i lipy drobnolistne. Centralny plac okoliły cztery wierzby płaczące (Salix alba var. vitellina f. pendula, pozostała do dziś jedna), zaś całość założenia otaczały szpalery topoli włoskich. 
Cmentarz powiększono po 1945, ale obie części nie korespondują ze sobą i są wyraźnie zróżnicowane. Na zakończeniu głównej alei posadowiono kaplicę na rzucie prostokąta z dwuspadowym ceramicznym dachem. Ściany zdobione są pojedynczymi kamieniami polnymi wmurowanymi w elewacje. Od frontu sygnaturka nad przeźroczem. Kolejne powiększenie nekropolii nastąpiło w ostatniej dekadzie XX wieku.
Na cmentarzu znajduje się pomnik 139 żołnierzy radzieckich poległych podczas walk II wojny światowej. Ponadto pozostało niewiele nagrobków sprzed 1945, m.in. grobowiec Brzozowskich, czy rzeźba anioła na grobie Foltynów. Chowano tu m.in. lotników z Krzesin poległych śmiercią tragiczną. Na cmentarzu znajduje się pomnik im poświęcony, upamiętniający tych pilotów 62. Pułku Lotnictwa Myśliwskiego, którzy zginęli tragicznie podczas pełnienia służby.

## Galeria

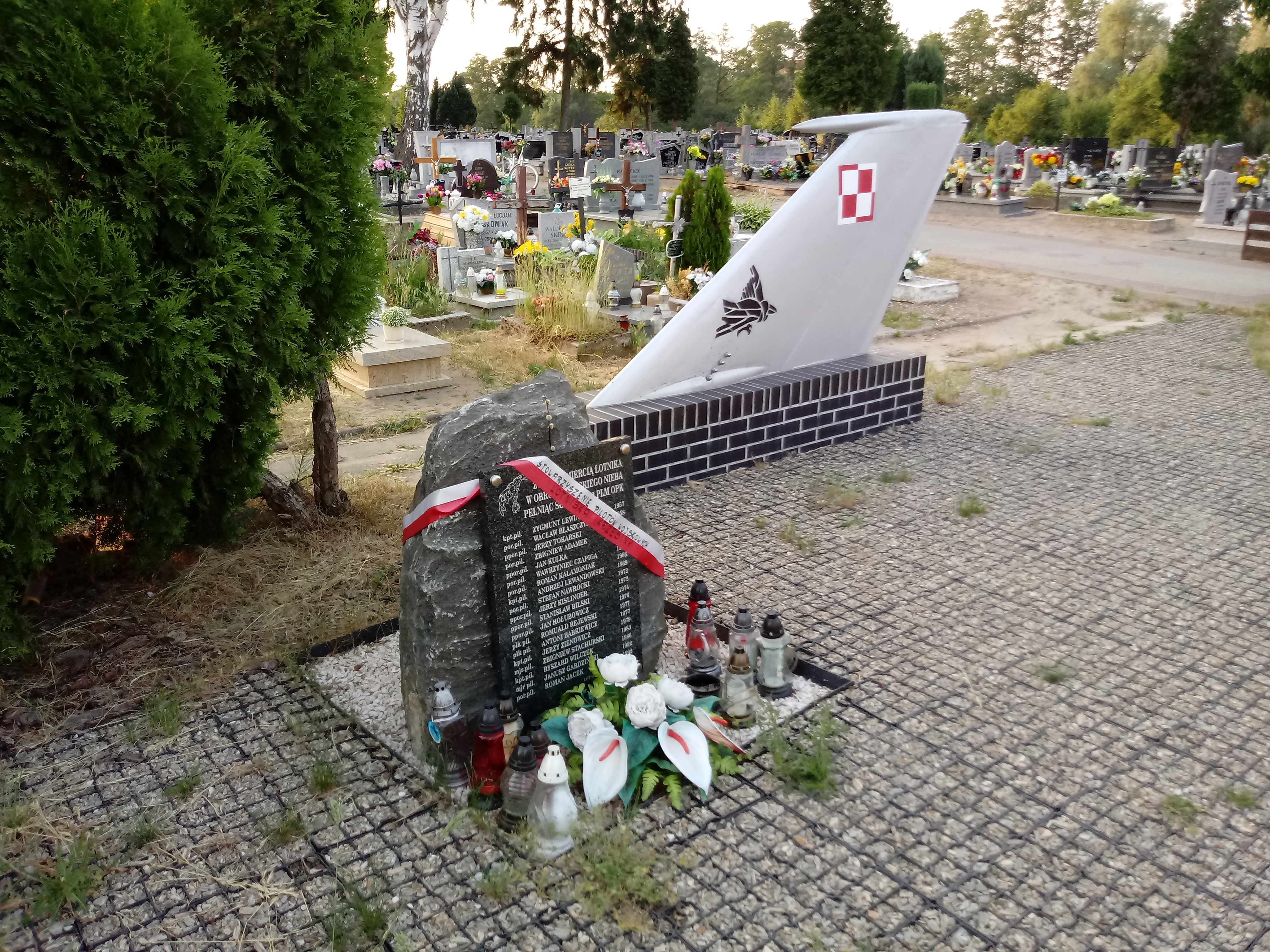
Pomnik poświęcony pamięci pilotów 62. PLM
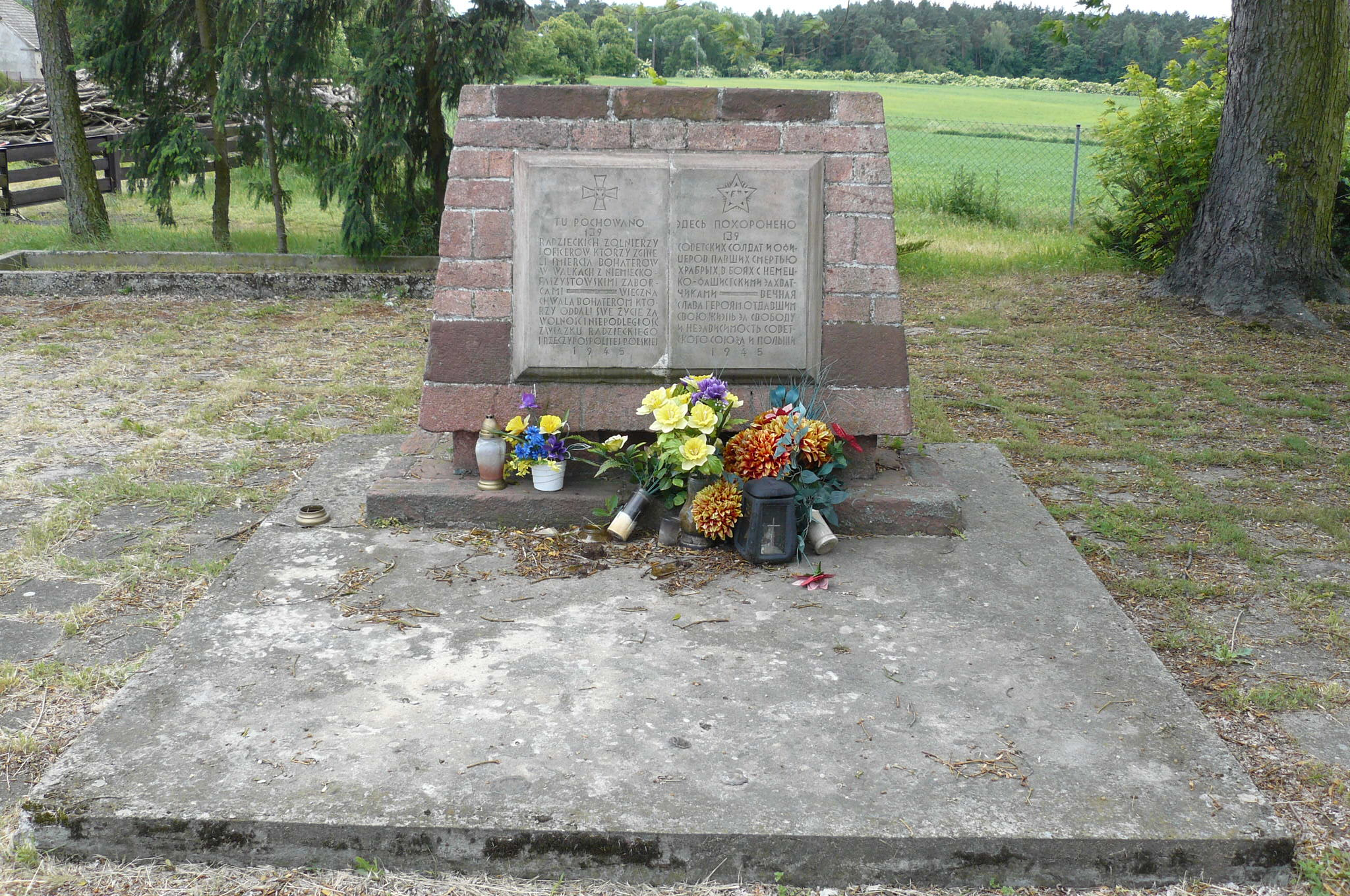
Pomnik żołnierzy radzieckich